# Omiodes rufescens
Omiodes rufescens là một loài bướm đêm trong họ Crambidae.